# Lisa Schützenberger
Lisa Schützenberger (* 2. März 1992 in Graz) ist eine österreichische Schauspielerin.

## Leben
Lisa Schützenberger erhielt ab 1999 eine Tanzausbildung, 2010 legte sie die Matura ab.  An der Universität für Musik und darstellende Kunst Graz begann sie 2011 ein Schauspielstudium, das sie 2016 abschloss. Während des Studiums war sie als Erasmus-Studentin an der Universität der Künste Berlin.

### Theater
Mit Beginn der Spielzeit 2016/17 wurde sie Ensemblemitglied am Staatstheater Cottbus, dem sie bis 2020 angehörte. In Cottbus stand sie unter anderem als Medea in Mamma Medea, als Abigail Williams in Hexenjagd, als Jelena Andrejewna in Onkel Wanja sowie als Gräfin Orsina in Emilia Galotti auf der Bühne. Für ihre Darstellung der Medea und der Abigail Williams wurde sie 2017 von der Theaterzeitschrift Theater heute als Nachwuchsschauspielerin des Jahres nominiert. 2018 wurde sie mit dem Max-Grünebaum-Preis ausgezeichnet.
Am Wiener Volkstheater feierte sie im November 2023 als Smeraldina in Der Diener zweier Herren von Carlo Goldoni Premiere.

### Film und Fernsehen
In der Mockumentary Die Waldgänger von Gordon Kämmerer mit Marie Rathscheck spielte sie die Rolle der Isa. In dem 2022 auf der Grazer Diagonale uraufgeführten ORF-Landkrimi Der Schutzengel von Götz Spielmann mit Michael Steinocher war sie als Therese zu sehen. In der dritten Staffel der ORF/ZDF-Krimiserie SOKO Linz übernahm sie die Rolle der Vicky Müller von der Schnellen Interventionsgruppe (SIG).
Im Oktober 2024 wurde der Einstieg der ARD Degeto in die Serie Meiberger – Im Kopf des Täters bekannt, die Reihe wurde in der ARD mit zwei Filmen unter dem Titel Der Salzburg Krimi fortgesetzt. Schützenberger verkörperte darin die Rolle der Kripo-Ermittler Anna Grünwald.

## Filmografie (Auswahl)
- 2021: Die Waldgänger
- 2022: Landkrimi – Der Schutzengel
- seit 2024: SOKO Linz (Fernsehserie)
- 2025: Tatort: Messer (Fernsehreihe)
- 2025: Meiberger – Tod am See (Alternativtitel Der Salzburg-Krimi – Tod am See, Fernsehreihe)

## Auszeichnungen und Nominierungen
- 2017: Theater heute – Nominierung als Nachwuchsschauspielerin des Jahres[3]
- 2018: Max-Grünebaum-Preis[8]